# Macumoto (hrad)
Hrad Macumoto (japonsky 松本城; Macumoto džó) je jedním z nejznámějších a nejnavštěvovanějších japonských hradů, který zároveň patří mezi 4 japonské hrady označované jako „Národní poklady“. Nachází se ve městě Macumoto v prefektuře Nagano na ostrově Honšú.
První tvrz na místě hradu byla dostavěna v roce 1504. Hrad následně prošel rozsáhlými úpravami a rozšířením během zbytku 16. století a předpokládá se, že kolem roku 1594 byl již dostavěn přibližně do svojí současné podoby. Hrad byl obýván až do roku 1868.
V souladu s reformami Meidži byl hrad v roce 1871 prodán v aukci a následně určen k demolici. Plánovaná demolice ale vyvolala vlnu odporu u místních obyvatel a hrad byl nakonec koupen městem Macumoto, které demolici zrušilo.
Ve 20. století prodělal hrad několik rekonstrukcí. Dvě celkové (první 1903-1913, druhá 1950-1955) a následně dvě dílčí (1990 a 1999).